# المعهد القضائي الأردني
تأسس المعهد القضائي الأردني عام 1988، ليكون الجهة الرسمية الوحيدة في الأردن المسؤولة عن إعداد كوادر مؤهّل لتولّي الوظائف القضائية، بما في ذلك رفع كفاءة ومهارات القضاة وموظفي وزارة العدل عن طريق عقد دورات تدريبية في المعهد نفسه. كما يدعم المعهد التعاون مع الهيئات العربية والأجنبية في مجال العمل القضائي.